# Hilton Princess San Salvador

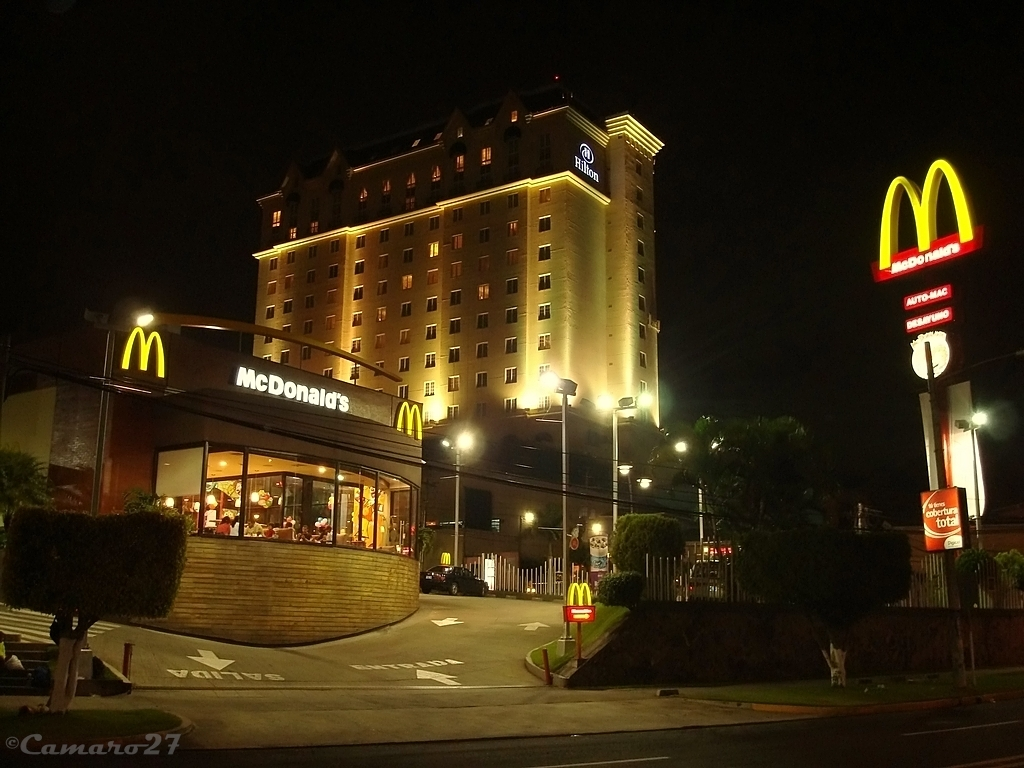
Hilton Princess Hotel bei Nacht

Das Hilton Princess San Salvador ist ein Fünf-Sterne-Hotel und das größte Hotel in San Salvador. Das Hochhaus ist Teil der Hilton Hotel-Kette.  

## Lage
Das Hilton Hotel befindet sich im Stadtzentrum,  an einer der beliebtesten Straßen (Bulevar Sergio Viera De Mello) der Stadt  in der  Zona Rosa und in der Nähe zu den wichtigsten Geschäftszentren. Das Hotel liegt rund 45 Kilometer  nördlich vom Flughafen Aeropuerto Internacional de Comalapa entfernt. 

## Beschreibung
Es wurde 1997 eröffnet und hat eine Höhe von 55 Meter. Das Gebäude wurde von dem salvadorianischen Architekten Manuel Roberto Meléndez Bischitz konzipiert.  Auf  einer Fläche von 1.245 m², die sich auf 14 Stockwerke verteilt,  befinden sich  204 Zimmer und 8  Suiten, die durch modernen Tagungseinrichtungen und ein breites Angebot der Gastronomie ergänzt werden. Es verfügt über 12 Tagungsräume, darunter einem großen Ballsaal der mit 550 m² bis zu 800 Personen aufnehmen kann. 
Im Jahr 2009 wurde Hilton Hotel San Salvador als Nummer 1 unter mehr als 290 teilnehmenden Hilton Hotels in Amerika ausgewählt. 